# Кузнечиха (Нікольський район)
Кузнечи́ха (рос. Кузнечиха) — присілок у складі Нікольського району Вологодської області, Росія. Входить до складу Краснополянського сільського поселення.

## Населення
Населення — 121 особа (2010; 107 у 2002).
Національний склад (станом на 2002 рік):
- росіяни — 100 %